# Nadziejów (przystanek kolejowy)
Nadziejów (ukr. Надіїв, ros. Надиево) – przystanek kolejowy w miejscowości Nadziejów, w rejonie kałuskim, w obwodzie iwanofrankiwskim, na Ukrainie. Położony jest na linii dawnej Galicyjskiej Kolei Transwersalnej.